# Решетов, Виктор Васильевич
Ре́шетов Ви́ктор Васи́льевич — советский учёный филолог-тюрколог. Доктор филологических наук (1952). Профессор(1953). Академик Академии педагогических наук РСФСР (с 10 декабря 1959 года), академик Академии педагогических наук СССР (с 9 августа 1967 года). Заслуженный деятель науки Уз ССР (1964).

## Биография
Родился 3 октября 1910 года.
С 1926 года учился в САГУ и в 1931 году окончил литературно -лингвистическое (тюркологическое) отделение восточного факультета САГУ С 1929 - преподаватель узбекского и русского языков рабочего факультета при САГУ. До 1959 года был доцентом филологического факультетата САГУ.
В 1933—1934 годах учился в аспирантуре Научно-исследовательского института культурного строительства (УзНИИКС).
С 1934 года по 1960 год работал учёным секретарём, заведующим лингвистическим отделением, заместителем директора и директором института языка и литературы им. А. С. Пушкина АН УзССР.
Одновременно с 1935 года по 1959 год заведовал кафедрой иностранных языков Ташкентского педагогического института. В 1960—1963 годах был директором Института национальных школ АПН РСФСР в Москве и главным редактором журнала «Русский язык в национальных школах».
С 1963 года - ректор Узбекского республиканского института русского языка и литературы.
Умер 3 марта 1979 года в Ташкенте и похоронен на Боткинском кладбище города.

## Память
Именем Виктора Решетова была названа улица в Учтепинском районе Ташкента, в 2013 году переименована в улицу Заковат.